# Rhynchosciara primogenita
Rhynchosciara primogenita är en tvåvingeart som först beskrevs av Walker 1856.  Rhynchosciara primogenita ingår i släktet Rhynchosciara och familjen sorgmyggor. Inga underarter finns listade i Catalogue of Life.